# Amphoe Bang Phae
Amphoe Bang Phae (Thai: อำเภอบางแพ) ist ein Landkreis (Amphoe – Verwaltungs-Distrikt) in der Provinz Ratchaburi. Die Provinz Ratchaburi liegt in der Zentralregion von Thailand. 

## Geographie
Benachbarte Bezirke (von Süden im Uhrzeigersinn): die Amphoe Damnoen Saduak und Photharam der Provinz Ratchaburi, die Amphoe Mueang Nakhon Pathom und Sam Phran der Provinz Nakhon Pathom sowie Amphoe Ban Phaeo der Provinz Samut Sakhon.

## Geschichte
Der Bezirk wurde 1914 aus 17 Tambon der Amphoe Ban Pong, Photharam und Damnoen Saduak zunächst als „Zweigkreis“  (King Amphoe) eingerichtet. 
1917 bekam er den vollen Amphoe-Status. Das Verwaltungsgebäude befand sich zu jener Zeit in einem Pavillon des Wat Hua Pho im Tambon Hua Pho. Daher bekam der Bezirk zuerst den Namen Hua Pho.
1918 wurde am östlichen Ufer des Bang Phae Kanals (Khlong Bang Phae) im Tambon Bang Phae ein dauerhaftes Verwaltungsgebäude eröffnet. 1939 bekam der Bezirk schließlich den Namen Bang Phae.

## Archäologie
- Khok Phlap – archäologischer Fundplatz zwischen den Flüssen Chao Phraya und Mae Klong.

## Verwaltung

### Provinzverwaltung
Der Landkreis Bang Phae ist in sieben Tambon („Unterbezirke“ oder „Gemeinden“) eingeteilt, die sich weiter in 65 Muban („Dörfer“) unterteilen.
| Nr. | Name      | Thai   | Muban | Einw.  |
| --- | --------- | ------ | ----- | ------ |
| 01. | Bang Phae | บางแพ  | 11    | 08.253 |
| 02. | Wang Yen  | วังเย็น  | 10    | 07.832 |
| 03. | Hua Pho   | หัวโพ   | 06    | 04.714 |
| 04. | Wat Kaeo  | วัดแก้ว  | 11    | 05.798 |
| 05. | Don Yai   | ดอนใหญ่ | 09    | 03.879 |
| 06. | Don Kha   | ดอนคา  | 07    | 03.533 |
| 07. | Pho Hak   | โพหัก   | 11    | 10.642 |

### Lokalverwaltung
Es gibt zwei Kommunen mit „Kleinstadt“-Status (Thesaban Tambon) im Landkreis:
- Bang Phae (Thai: เทศบาลตำบลบางแพ) bestehend aus den kompletten Tambon Bang Phae, Wang Yen.
- Pho Hak (Thai: เทศบาลตำบลโพหัก) bestehend aus dem kompletten Tambon Pho Hak.

Außerdem gibt es vier „Tambon-Verwaltungsorganisationen“ (องค์การบริหารส่วนตำบล – Tambon Administrative Organizations, TAO)
- Hua Pho (Thai: องค์การบริหารส่วนตำบลหัวโพ) bestehend aus dem kompletten Tambon Hua Pho.
- Wat Kaeo (Thai: องค์การบริหารส่วนตำบลวัดแก้ว) bestehend aus dem kompletten Tambon Wat Kaeo.
- Don Yai (Thai: องค์การบริหารส่วนตำบลดอนใหญ่) bestehend aus dem kompletten Tambon Don Yai.
- Don Kha (Thai: องค์การบริหารส่วนตำบลดอนคา) bestehend aus dem kompletten Tambon Don Kha.